# Liste der Baudenkmäler in Kasendorf
Auf dieser Seite sind die Baudenkmäler in dem oberfränkischen Markt Kasendorf zusammengestellt. Diese Tabelle ist eine Teilliste der Liste der Baudenkmäler in Bayern. Grundlage ist die Bayerische Denkmalliste, die auf Basis des Bayerischen Denkmalschutzgesetzes vom 1. Oktober 1973 erstmals erstellt wurde und seither durch das Bayerische Landesamt für Denkmalpflege geführt wird. Die folgenden Angaben ersetzen nicht die rechtsverbindliche Auskunft der Denkmalschutzbehörde.

## Baudenkmäler nach Gemeindeteilen

### Kasendorf
| Lage | Objekt | Beschreibung | Akten-Nr.              | Bild |
| --- | --- | --- | ---------------------- | --- |
| Reut; Fichtig; Industriestraße; Industriestraße 30; Gemitzen; Röte; Mainschrot; Wacholderleite; Hauenreuth; Äulein (Standort) | Teil der Grenzsteinreihe der ehemaligen Hochgerichtsgrenze zwischen dem Fürstentum Brandenburg-Kulmbach und der Herrschaft Thurnau | Grenzvertrag vom 26. Mai 1699; 9 Grenzsteine, hochrechteckige Sandsteinpfeiler mit segmentbogigem Abschluss und Wappen, bezeichnet „1699“; weitere Steine dieser Grenzreihe: D-4-77-128-270, D-4-77-157-53, D-4-77-157-55 ehemals unter diesen Nummern separat aufgeführt: D-4-77-124-25 (Quelle, Am „Alten Berg“) D-4-77-124-26 (Bocksrück; Flürlein, im Gemeindegebiet) D-4-77-124-28 (Lange Ruh, „Unter den Euckerswinkel beym Anfange des Fichtigs“ (Homann Nr. 25)) D-4-77-124-29 (Fichtig, „An der Walberg. Einfahrt bei der Birg gegen den Schuläckerlein“ (Homann Nr. 26), heute dicht am Friesenbach) D-4-77-124-30 (Flur, „An dem Schuläckerlein an der Eck wo der Fußsteeg von Heubsch nach Casendorf gehet“ (Homann Nr. 27)) D-4-77-124-31 (Gemitzen, „Bei dem Rödleinsbaum auf der Wiese“ (Homann Nr. 29)) D-4-77-124-32 (Gemitzen, „Am Maidholz“ (Homann Nr. 30)) D-4-77-124-57 (Röte, 1 km nordwestlich Hutschdorf an Fuhrweg, neben Grenzstein von 1772; „Nr. 41: An den Culmbacher Fußsteig so von Thurnau gehet, der Marter oberhalb der sieben Bäume“) D-4-77-124-58 (Grenzstein „Nr. 42: Bey dem Pühel“) | D-4-77-124-28 Wikidata | [[Vorlage:Bilderwunsch/code!/C:50.04759,11.34275!/D:Reut; Fichtig; Industriestraße; Industriestraße 30; Gemitzen; Röte; Mainschrot; Wacholderleite; Hauenreuth; Äulein, Teil der Grenzsteinreihe der ehemaligen Hochgerichtsgrenze zwischen dem Fürstentum Brandenburg-Kulmbach und der Herrschaft Thurnau!/\|BW]] |
| Am Turmberg 5 (Standort) | Wohnhaus | Zweigeschossiger Satteldachbau, bezeichnet „1770“; zugehörige Nebengebäude, wohl 19. Jahrhundert | D-4-77-124-63 Wikidata | Wohnhaus |
| Hinterer Markt 3 (Standort)                                                                                                   | Wohnhaus | Zweigeschossiger Satteldachbau, Fachwerkgiebel, im Kern 17./18. Jahrhundert | D-4-77-124-1 Wikidata  | Wohnhaus |
| Kirchstraße 1 (Standort) | Wohnhaus | Zweigeschossiges Mansarddachhaus, bezeichnet „1882“ | D-4-77-124-3 Wikidata  | Wohnhaus |
| Kirchstraße 3 (Standort) | Ehemaliges markgräfliches Rentamt                                                                                                  | Stattlicher zweigeschossiger Sandsteinquaderbau, Walmdach, Tordurchfahrt bezeichnet „1730“ | D-4-77-124-4 Wikidata  | Ehemaliges markgräfliches Rentamt |
| Kirchstraße 6 (Standort) | Ehemaliges Pfarrhaus | Stattlicher zweigeschossiger Sandsteinquaderbau, Walmdach, zweite Hälfte 18. Jahrhundert, bezeichnet „1733“ | D-4-77-124-5 Wikidata  | Ehemaliges Pfarrhaus |
| Kirchstraße 6, rückwärtig (Standort)                                                                                          | Anbau und Tor | Kirchstraße 6 zugehörig | D-4-77-124-5 Wikidata  | Anbau und Tor |
| Kirchstraße 7 (Standort) | Wohnhaus | Zweigeschossiger Sandsteinquaderbau, Halbwalmdach, bezeichnet „1807“ | D-4-77-124-6 Wikidata  | Wohnhaus |
| Kirchstraße 8 (Standort) | Pfarrscheune | Eingeschossiger Satteldachbau, 17. Jahrhundert | D-4-77-124-65 Wikidata | Pfarrscheune |
| Kirchstraße 9 (Standort) | Wohnhaus | Zweigeschossiger Sandsteinquaderbau, Fachwerkgiebel, Halbwalm, bezeichnet „1807“ | D-4-77-124-7 Wikidata  | Wohnhaus |
| Kirchstraße 28 (Standort) | Mühle | Hakenförmiger zweigeschossiger Giebelbau mit Halbwalm, bezeichnet „1873“ | D-4-77-124-9 Wikidata  | Mühle |
| Kirchstraße 28 (Standort) | Mühle | Nebengebäude, bezeichnet „1835“ | D-4-77-124-9 Wikidata  | Mühle |
| Nähe Kirchstraße (Standort)                                                                                                   | Evangelisch-lutherische Pfarrkirche St. Johannes der Täufer                                                                        | Saalbau mit eingezogenem Chor und dreigeschossigem Westturm, Neubau von 1492 durch Meister Heinrich (Teusing?), Langhaus um 1700 neuerrichtet; mit Ausstattung | D-4-77-124-8           | weitere Bilder |
| Nähe Kirchstraße (Standort)                                                                                                   | Kirchhof | Mit Ummauerung | D-4-77-124-8           | BW |
| Marktplatz 2 (Standort) | Wohnhaus | Zweigeschossiger Walmdachbau mit Sandsteinrahmungen, 18. Jahrhundert Rückwärtige Bebauung | D-4-77-124-10 Wikidata | Wohnhaus |
| Marktplatz 3 (Standort) | Wohnhaus | Stattlicher zweigeschossiger Sandsteinquaderbau, Schopfwalmdach, Tordurchfahrt bezeichnet „1775“ | D-4-77-124-11 Wikidata | Wohnhaus |
| Marktplatz 5 (Standort) | Ehemaliger Gasthof Schwarzes Ross                                                                                                  | Stattlicher zweigeschossiger Halbwalmdachbau, 18. Jahrhundert Angebauter dreigeschossiger Festsaaltrakt, 1893 von Aug. Levermann | D-4-77-124-64 Wikidata | Ehemaliger Gasthof Schwarzes Ross |
| Marktplatz 6 (Standort) | Wohnhaus | Zweigeschossiges Eckhaus mit Zierfachwerkgiebel, Satteldach, wohl zweite Hälfte 18. Jahrhundert | D-4-77-124-12 Wikidata | Wohnhaus |
| Marktplatz 7 (Standort) | Wohnhaus | Zweigeschossiges Giebelhaus, im Kern 17./18. Jahrhundert | D-4-77-124-13 Wikidata | Wohnhaus |
| Marktplatz 8 (Standort) | Rathaus | Stattlicher zweigeschossiger Sandsteinquaderbau mit Halbwalmdach, Mitte 18. Jahrhundert, rückseitiges Hoftor bezeichnet „1752“ | D-4-77-124-14 Wikidata | weitere Bilder |
| Marktplatz 11 (Standort) | Wohnhaus | Zweigeschossiges Eckhaus, Obergeschoss und Giebel Fachwerk, Satteldach, wohl erste Hälfte 19. Jahrhundert | D-4-77-124-16 Wikidata | Wohnhaus |
| Auf dem Marktplatz (Standort)                                                                                                 | Brunnen | Mit achtseitigem Becken und Figur des Herkules auf Pfeiler, bezeichnet „1737“ | D-4-77-124-19 Wikidata | Brunnen |
| Thurnauer Straße 2 (Standort)                                                                                                 | Türrahmung | Sandstein, 18. Jahrhundert | D-4-77-124-17 Wikidata | Türrahmung |
| Thurnauer Straße 6 (Standort)                                                                                                 | Wohnhaus | Zweigeschossiger Giebelbau, Türrahmung bezeichnet „1818“, im Kern wohl 17. Jahrhundert | D-4-77-124-18 Wikidata | BW |
| Flur, am Fußweg nach Heubsch (Standort)                                                                                       | Kreuzstein | Sandstein, mittelalterlich | D-4-77-124-20          | weitere Bilder |
| Nähe Kulmbacher Straße, am Ortsausgang (Standort)                                                                             | Kriegerdenkmal für die Gefallenen von 1914/18                                                                                      | | D-4-77-124-22 Wikidata | Kriegerdenkmal für die Gefallenen von 1914/18 |
| Nähe Simonweg, am Turmberg (Standort)                                                                                         | Kelleranlagen | Bruchsteingewölbe, Ende 18. Jahrhundert | D-4-77-124-61 Wikidata | BW |
| Nähe Simonweg, am Prelitz (Standort)                                                                                          | Kelleranlagen | Drei Felsenkeller, um 1842 | D-4-77-124-61 Wikidata | BW |
| Turmberg, auf Bergkuppe südlich vom Ort (Standort)                                                                            | Sogenannter Magnusturm | Niedriger, gedrungener Rundturm, ursprünglich wohl Bergfried einer mittelalterlichen Burg, 1498 in das markgräfliche Signalsystem aus Feuer-Wachttürmen einbezogen | D-4-77-124-23 Wikidata | weitere Bilder |
| Turmberg, um Bergkrone (Standort)                                                                                             | Mauer | Ottonische Lehm-Kalksteinmauer in Resten erhalten, darunter Reste eines vorgeschichtlichen Walles | D-4-77-124-24 Wikidata | Mauer |
| Quelle, Am „Alten Berg“ (Standort)                                                                                            | Bogenbrücke der ältesten vornapoleonischen Straßenführung                                                                          | | D-4-77-124-25 Wikidata | BW |

### Azendorf
| Lage                   | Objekt                                         | Beschreibung | Akten-Nr.              | Bild                                           |
| ---------------------- | ---------------------------------------------- | --- | ---------------------- | ---------------------------------------------- |
| in Azendorf (Standort) | Evangelisch-lutherische Pfarrkirche St. Kilian | Chorturmkirche, im Kern wohl spätromanisch, Veränderungen der Spätgotik, des 17. und 18. Jahrhunderts; mit Ausstattung | D-4-77-124-34 Wikidata | Evangelisch-lutherische Pfarrkirche St. Kilian |
| in Azendorf (Standort) | Kirchhofmauer                                  | Bruchstein, wohl 16. Jahrhundert                                                                                       | D-4-77-124-34 Wikidata | Kirchhofmauer                                  |
| Azendorf 15 (Standort) | Evangelisch-lutherisches Pfarrhaus             | Zweigeschossiger Giebelbau, Erdgeschoss mit Rahmungen von 1735, Obergeschoss modern                                    | D-4-77-124-35 Wikidata | Evangelisch-lutherisches Pfarrhaus             |

### Döllnitz
| Lage                                                                | Objekt                                        | Beschreibung                                                                                         | Akten-Nr.              | Bild                                          |
| ------------------------------------------------------------------- | --------------------------------------------- | --- | ---------------------- | --------------------------------------------- |
| Döllnitz 17 (Standort)                                              | Wohnstallhaus                                 | Zweigeschossiger Giebelbau mit Riegelfachwerkgiebel, im Kern wohl 17. Jahrhundert, bezeichnet „1793“ | D-4-77-124-36 Wikidata | Wohnstallhaus                                 |
| Döllnitz 17, am Friesenbach vor dem ehemaligen Schulhaus (Standort) | Brunnen                                       | Gusseiserner Pfeiler mit kleiner Schale, um 1900                                                     | D-4-77-124-37 Wikidata | Brunnen                                       |
| Döllnitz 37 (Standort)                                              | Ehemalige Pulvermühle                         | Zweigeschossiger Halbwalmdachbau, bezeichnet 1849                                                    | D-4-77-124-54 Wikidata | Ehemalige Pulvermühle                         |
| Döllnitz 41 (Standort)                                              | Ehemaliges Schulhaus                          | Zweigeschossiger Halbwalmdachbau mit Dachreiter, Heimatstil, 1908                                    | D-4-77-124-59 Wikidata | weitere Bilder                                |
| Dölnitz 54, Ortsausgang in Richtung Krumme Fohre (Standort)         | Kriegerdenkmal für die Gefallenen von 1914/18 | 1923 errichtet                                                                                       | D-4-77-124-38 Wikidata | Kriegerdenkmal für die Gefallenen von 1914/18 |

### Heubsch
| Lage                  | Objekt                              | Beschreibung | Akten-Nr.              | Bild                                |
| --------------------- | ----------------------------------- | --- | ---------------------- | ----------------------------------- |
| Heubsch 8 (Standort)  | Ehemalige Schule                    | Zweigeschossiger Halbwalmdachbau, späthistoristisch, 1907 Nebengebäude                                              | D-4-77-124-60 Wikidata | Ehemalige Schule                    |
| Heubsch 41 (Standort) | Ehemalige Papiermühle, Hauptgebäude | Stattlicher zweigeschossiger Sandsteinquaderbau mit Walmdach, bezeichnet „1767“                                     | D-4-77-124-39 Wikidata | Ehemalige Papiermühle, Hauptgebäude |
| Heubsch 41 (Standort) | Ehemalige Papiermühle, Nebengebäude | Dreiflügelig, mit zweigeschossigen Scheunen und ehemaligem Brauhaus, zweite Hälfte 18. Jahrhundert; mit Ausstattung | D-4-77-124-39 Wikidata | Ehemalige Papiermühle, Nebengebäude |

### Lindenberg
| Lage                               | Objekt                                          | Beschreibung                                                    | Akten-Nr.              | Bild                                            |
| ---------------------------------- | ----------------------------------------------- | --------------------------------------------------------------- | ---------------------- | ----------------------------------------------- |
| Lindenberg 3 (Standort)            | Wohnhaus                                        | Zweigeschossiges Walmdachhaus, Fachwerk, frühes 19. Jahrhundert | D-4-77-124-62          | Wohnhaus                                        |
| Lindenberg 5 (Standort)            | Wohnstallhaus                                   | Eingeschossiger Sandsteinquaderbau, um 1820–30                  | D-4-77-124-40 Wikidata | Wohnstallhaus                                   |
| Lindenberg 5, im Garten (Standort) | Burgstall des Schlosses aus dem 18. Jahrhundert | 18. Jahrhundert                                                 | D-4-77-124-40 Wikidata | Burgstall des Schlosses aus dem 18. Jahrhundert |

### Lopp
| Lage               | Objekt        | Beschreibung                                                                                                | Akten-Nr.              | Bild          |
| ------------------ | ------------- | --- | ---------------------- | ------------- |
| Lopp 14 (Standort) | Wohnstallhaus | Stattlicher zweigeschossiger Walmdachbau, Obergeschoss verschiefert, 18. Jahrhundert                        | D-4-77-124-41 Wikidata | Wohnstallhaus |
| Lopp 16 (Standort) | Wohnstallhaus | Zweigeschossiger Bau mit Fachwerkobergeschoss und Schiefergiebel, Türrahmung bezeichnet „1857“ Nebengebäude | D-4-77-124-42 Wikidata | Wohnstallhaus |

### Peesten
| Lage                                                  | Objekt                                                  | Beschreibung | Akten-Nr.              | Bild                                                    |
| ----------------------------------------------------- | ------------------------------------------------------- | --- | ---------------------- | ------------------------------------------------------- |
| Judengasse, Peesten 25 (Standort)                     | Ehemaliges herrschaftliches Wohnhaus                    | Stattlicher Mansardwalmdachbau, Erdgeschoss Mitte 18. Jahrhundert, südliche Anbauten bezeichnet „1826“ und „1835“               | D-4-77-124-50 Wikidata | Ehemaliges herrschaftliches Wohnhaus                    |
| Judengasse, Peesten 25 (Standort)                     | Gartenumzäunung                                         | Bezeichnet „1815“ | D-4-77-124-50 Wikidata | Gartenumzäunung                                         |
| Judengasse, Peesten 25 (Standort)                     | Stützmauer mit Nebengebäude                             | Bezeichnet „1859“ | D-4-77-124-50 Wikidata | Stützmauer mit Nebengebäude                             |
| Peesten 9 (Standort)                                  | Ehemaliger Wirtschaftshof der gräflichen Gutsverwaltung | Eingeschossiger gestreckter Wohnstallbau, im Kern wohl 16./17. Jahrhundert, Türrahmung bezeichnet „1776“                        | D-4-77-124-45 Wikidata | Ehemaliger Wirtschaftshof der gräflichen Gutsverwaltung |
| Peesten 9 (Standort)                                  | Ehemaliger Wirtschaftshof der gräflichen Gutsverwaltung | Weitläufige Ummauerung mit rustizierten Torpfeilern, drittes Viertel 18. Jahrhundert                                            | D-4-77-124-45 Wikidata | Ehemaliger Wirtschaftshof der gräflichen Gutsverwaltung |
| Peesten 14 (Standort)                                 | Wohnhaus                                                | Zweigeschossiger Walmdachbau, erste Hälfte 19. Jahrhundert                                                                      | D-4-77-124-46 Wikidata | Wohnhaus                                                |
| Peesten 18 (Standort)                                 | Ehemaliges gräfliches Amtshaus, sogenanntes Schloss     | Stattlicher zweigeschossiger Sandsteinquaderbau mit dreigeschossigem Mittelrisalit und hohem Mansardwalmdach, bezeichnet „1725“ | D-4-77-124-47 Wikidata | weitere Bilder                                          |
| Peesten 20 (Standort)                                 | Ehemaliges evangelisches Pfarrhaus                      | Verputzter zweigeschossiger Fachwerkbau mit hohem Walmdach, 1715, über Kern des 16./17. Jahrhunderts                            | D-4-77-124-48 Wikidata | Ehemaliges evangelisches Pfarrhaus                      |
| Peesten 21 (Standort)                                 | Evangelisch-lutherische Pfarrkirche St. Maria           | Saalkirche mit Turm im nördlichen Chorwinkel, Neubau von 1873 mit älterem Kern; mit Ausstattung                                 | D-4-77-124-43 Wikidata | weitere Bilder                                          |
| Peesten 21 (Standort)                                 | Kirchhof                                                | Ummauerter Friedhof, mit Grabdenkmälern ab Mitte 19. Jahrhundert                                                                | D-4-77-124-44 Wikidata | BW                                                      |
| Peesten 22 (Standort)                                 | Wohnhaus                                                | Zweigeschossiger Traufseitbau mit Riegelfachwerk, wohl erstes Viertel 19. Jahrhundert                                           | D-4-77-124-49 Wikidata | Wohnhaus                                                |
| Peesten 27 (Standort)                                 | Wohnstallhaus                                           | Mit Sandsteinquadererdgeschoss, Fachwerkobergeschoss und Frackdach, bezeichnet „1783“                                           | D-4-77-124-51 Wikidata | Wohnstallhaus                                           |
| Peesten 35 (Standort)                                 | Backhaus                                                | Sandsteinquaderbau | D-4-77-124-51 Wikidata | Backhaus                                                |
| In Peesten, am Dorfplatz (Standort)                   | Kriegerdenkmal für die Gefallenen von 1914/18           | | D-4-77-124-52 Wikidata | Kriegerdenkmal für die Gefallenen von 1914/18           |
| Nähe Judengasse, unterhalb des Dorfplatzes (Standort) | Tanzlinde                                               | Vierseitige Tanzbodenanlage mit Fachwerkaufbau, auf achtseitigen Stützpfeilern, mit Freitreppe, erste Hälfte 18. Jahrhundert    | D-4-77-124-53 Wikidata | weitere Bilder                                          |

### Welschenkahl
| Lage                                       | Objekt        | Beschreibung                                            | Akten-Nr.              | Bild          |
| ------------------------------------------ | ------------- | ------------------------------------------------------- | ---------------------- | ------------- |
| Welschenkahl 5 (Standort)                  | Wohnstallhaus | Zweigeschossiger Traufseitbau in Sandstein, 1857        | D-4-77-124-55 Wikidata | Wohnstallhaus |
| Welschenkahl 8, Welschenkahl 33 (Standort) | Wohnstallbau  | Eingeschossiger Traufseitbau, bezeichnet „1846“ Scheune | D-4-77-124-56 Wikidata | Wohnstallbau  |

## Abgegangene Baudenkmäler
In diesem Abschnitt sind Objekte aufgeführt, die früher einmal in der Denkmalliste eingetragen waren, jetzt aber nicht mehr existieren, z. B. weil sie abgebrochen wurden. Aktennummern in diesem Abschnitt sind ehemalige, jetzt nicht mehr gültige Aktennummern.

| Lage                              | Objekt   | Beschreibung                                                                        | Akten-Nr.              | Bild     |
| --------------------------------- | -------- | ----------------------------------------------------------------------------------- | ---------------------- | -------- |
| Kasendorf Marktplatz 9 (Standort) | Gasthaus | Zweigeschossiger Giebelbau, Giebel mit Zierfachwerk, erstes Viertel 18. Jahrhundert | D-4-77-124-15 Wikidata | Gasthaus |
| Marktplatz 9 (Standort)           | Gasthaus | Hofmauer mit Tordurchfahrt und Pforte, bezeichnet „1723“                            | D-4-77-124-15 Wikidata | Gasthaus |